# Найндорф, Эгон фон
Эгон фон Найндорф (нем. Egon von Neindorff; 12 сентября 1892, Кобленц — 15 апреля 1944, Тернополь) — генерал-майор Вермахта, кавалер Рыцарского креста Железного креста с Дубовыми листьями.

## Первая мировая война
С 22 марта 1911 года Найндорф начал службу в 12-м егерьском батальоне, в котором командовал ротой в ходе Первой мировой войны.
По окончании войны был переведен в Рейхсвер, вначале в 10-й пехотный полк, затем, с 15 октября 1935 года — в 102-й пехотный полк.
С 1 октября 1936 года — лейтенант-полковник, с 1 августа 1939 года — полковник.

## Вторая мировая война
С началом Второй мировой войны Найндорф командовал 456-м пехотным полком, 10 января 1940 года принял командование 433 пехотным полком.
С июня 1941 года его полк в России.
В апреле 1942 года награждён Крестом военных заслуг 1-й степени с мечами.
После ранения и лечения с 1 июля 1942 года Найндорф — командир 1-й крепостной бригады на о. Крит.
С сентября 1942 года — командир 189-й резервной дивизии.
С 1 мая 1943 года — командир 356-й пехотной дивизии (Тулон).
С 5 октября 1943 года — командир 216-й пехотной дивизии, г. Орел.
С 20 октября 1943 года — командир 137-й пехотной дивизии, Гомель.
С 16 декабря 1943 года — командир 6-й пехотной дивизии, Гомель.
С 17 января 1944 года — командир 36-й пехотной дивизии, Бобруйск.
С 22 января 1944 года — командующий гарнизоном Тернополя.
В феврале 1944 года награждён серебряным знаком За ранение.
Возглавил оборону Тернополя в период март - апрель 1944 года, за что, 4 апреля 1944 года, был награждён Рыцарским крестом Железного креста.
15 апреля 1944 года убит при отступлении из Тернополя.
17 апреля 1944 года посмертно награждён Рыцарским крестом Железного креста с Дубовыми листьями.

## Награды
- Железный крест (1914) 2-го и 1-го класса (Королевство Пруссия)
- Почётный крест Первой мировой войны 1914/1918
- Пряжка к Железному кресту 2-го класса
- Пряжка к Железному кресту 1-го класса (2 апреля 1944)
- Крест «За военные заслуги» 1-го класса с мечами (апрель 1942)
- Нагрудный знак «За ранение» (1939) в серебре (февраль 1944)
- Рыцарский крест Железного креста с дубовыми листьями
  - рыцарский крест (4 апреля 1944)
  - дубовые листья (№ 457) (17 апреля 1944)